# Аксаїтово
Аксаї́тово (рос. Аксаитово, башк. Аҡсәйет) — село у складі Татишлинського району Башкортостану, Росія. Адміністративний центр Аксаїтовської сільської ради.
Населення — 794 особи (2010; 793 у 2002).
Національний склад:
- башкири — 97 %